# Movida de verano
Spring Break (titulada en español: Movida de verano) es una película estadounidense cómica de 1983 dirigida por Sean S. Cunningham y protagonizada por David Knell y Perry Lang.

## Sinopsis
Dos jóvenes universitarios pasan las vacaciones de primavera ("spring break" en Estados Unidos) en Fort Lauderdale, Florida, dando lugar a diferentes situaciones de tono ridículo y jocoso.

## Reparto
| Actor            | Personaje                               |
| ---------------- | --------------------------------------- |
| David Knell      | Nelson                                  |
| Perry Lang       | Adam                                    |
| Paul Land        | Stu                                     |
| Steve Bassett    | O.T.                                    |
| Jayne Modean     | Susie                                   |
| Corinne Alphen   | Joan                                    |
| Donald Symington | Ernest Dalby                            |
| Mimi Cozzens     | May Dalby                               |
| Richard B. Shull | Eddie                                   |
| Jessica James    | Geri                                    |
| Daniel Faraldo   | Eesh                                    |
| Donald Symington | Ernest Dalby                            |
| John Archie      | Secuaz de Dalby                         |
| Robert Small     | Secuaz de Dalby                         |
| Fred Buch        | Ames                                    |
| Nikki Fritz      | Chica en el Corvette (como Bobbi Fritz) |

## Soundtrack

### Lista de canciones

#### Lado 1
1. "Spring Break" por Cheap Trick
2. "One of These Days" por  Gerald McMahon (Gerard McMahon)
3. "True Lovin' Woman" por Jack Mack and the Heart Attack
4. "Kids These Days" por Dreamers
5. "Do It To You" por Hot Date

#### Lado 2
1. "Me and the Boys" por NRBQ
2. "Hooray For the City" por Jack Mack and the Heart Attack
3. "Friends" por Hot Date
4. "Hit the Beach" por Big Spender